# Leander van Ess
Johann Heinrich van Eß, szerzetesi nevén Leander van Eß (Warburg, Paderborn mellett, 1772. február 15. – Affolterbach, 1847. október 13.) német katolikus hittudós, bibliafordító.

## Élete
1790-ben lépett be a becés rendbe, ahol a Leander nevet vette fel. 1796-ban szentelték pappá Schwalenbergben, itt 1812-ig volt plébános, majd Marburgban szolgált, ahol egyúttal egyetemi rendkívüli tanárrá is kinevezték. 1822-ben vonult nyugalomba. Unokatestvére, Karl van Eß segítségével lefordította a Szentírást.

## Művei
- Auszüge aus den heiligen Vätern und anderen Lehrern der kat. Kirche über das nothwendige Bibellesen (Salzbach, 1808)
- Pragmatica doctorum catholicorum Tridentini circa Vulgatam decreti sensum nec non licitum textus originális usum testantium historia (Salzbach, 1816)
- Pragmatisch-kritische Geschichte der Vulgata (Tübingen, 1821)
- Wesenlchren des christlichen Glaubens und Lebens (1823)

### Magyarul
- Kiss biblia, avagy A keresztyénnek hite és kötelességei a Szent Írás szavai szerént; William Stevenson után összeáll. Jakab Kristóf Beck / / Karl van Ess–Leander Ess: A Bibliáról s annak olvasásáról való elmélkedés; ford. Igaz Sámuel; Strausz Ny., Bécs, 1820